# Совет по ирландскому языку
Совет по ирландскому языку (ирл. Foras nа Gaeilge, FnaG) — организация — регулятор ирландского языка, ответственная за сохранение и распространение языка на всей территории острова Ирландия. Создана 2 декабря 1999 года, объединив функции организаций Bord na Gaeilge, An Gúm и An Coiste Téarmaíochta, которые были органами правительства Ирландии.
Совет является агентством Совета по языку Север-Юг, который был сформирован в качестве органа реализации трансграничного соглашения в соответствии с условиями Соглашения Страстной пятницы по надзору за содействием укреплению родных языков острова Ирландия.
В функции Совета входит:
- продвижение ирландского языка;
- поощрение его использования в устной и письменной речи в общественной и частной жизни в Ирландии, и в Северной Ирландии, где есть соответствующий спрос;
- консультирование по вопросам использования ирландского языка администраций, государственных органов и других заинтересованных группы в частном и общественном секторах;
- реализация проектов и предоставление грантов;
- проведение научных исследований, рекламных и PR-кампаний;
- разработка терминологии и словарей ирландского языка;
- поддержка образования на ирландском языке и преподавания ирландского языка.

Важнейшее мероприятие, финансируемое Советом, — Seachtain na Gaeilge (Неделя ирландского языка), которая проходит в преддверии Дня Святого Патрика, отмечаемого во всем мире.

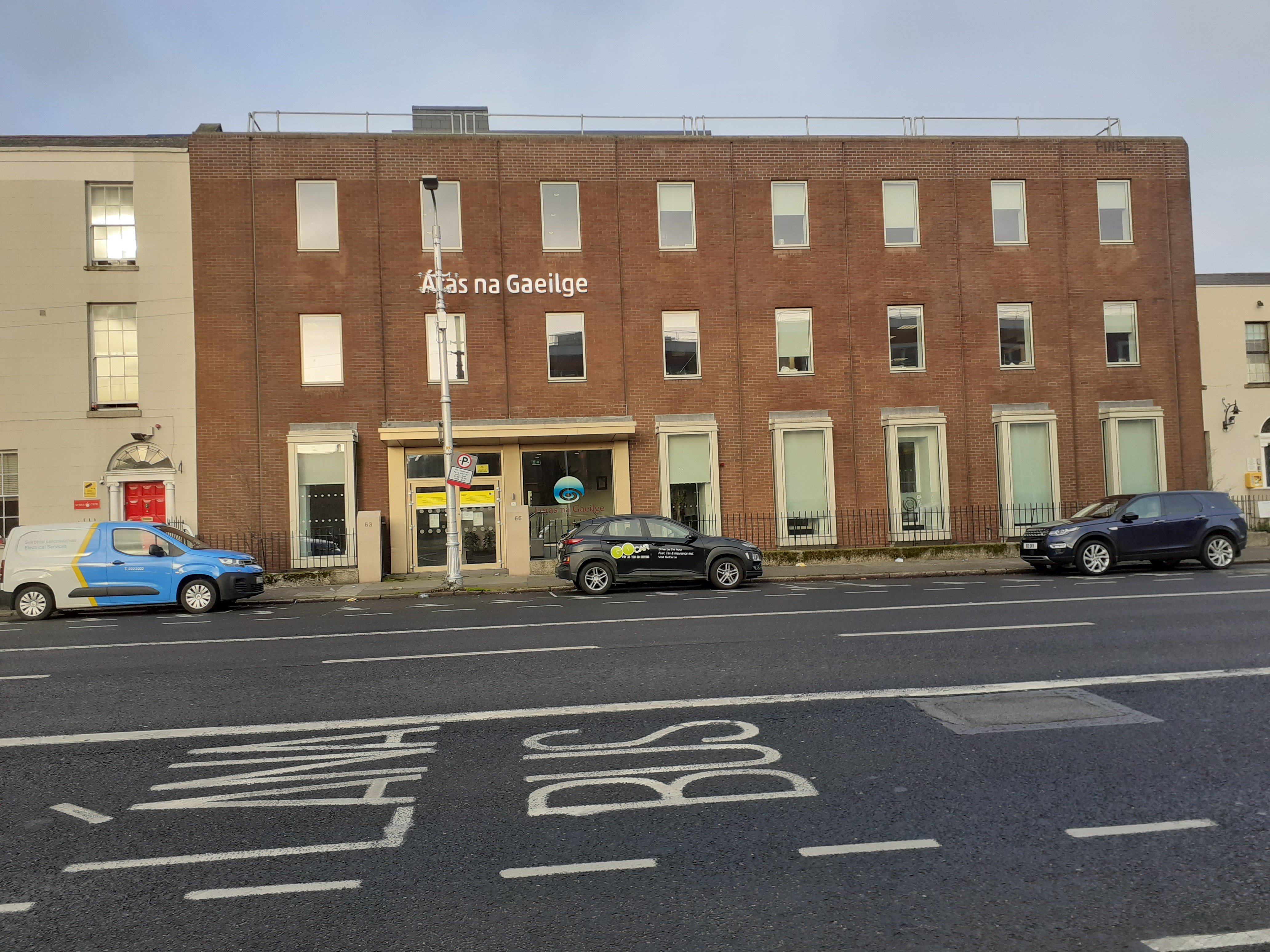
Штаб-квартира Совета в Дублине